# Staroglavice
Staroglavice (cyr. Староглавице) – wieś w Bośni i Hercegowinie, w Republice Serbskiej, w gminie Srebrenica. W 2013 roku liczyła 46 mieszkańców.